# ユニティ (潜水艦)
ユニティ (HMS Unity) はイギリス海軍の潜水艦。U級。
1936年11月5日発注。1937年2月19日起工。1938年2月16日進水。1938年10月5日就役。
1939年8月31日、「ユニティ」、および同級の「アンディーン」、「Ursula」はBlythよりHeligoland Bightへ向け出航。3隻とも9月13日、Blythに帰投した。帰投後、3隻ともエンジンフレームにひびが生じていることが見つかった。
10月5日、Blythよりデンマーク西岸沖へ向け2度目の哨戒に出発。10月27日、ロサイスに帰投。11月5日、ロサイスよりスカゲラク海峡へ向け3度目の哨戒に出発。11月21日、Blythに帰投。11月18日、損傷した潜水艦「Triad」の撤退掩護のためBlythより出航。12月2日、Blythに帰投。12月13日、ドイツの大型艦発見によりBlythより出撃。翌日呼び戻され、12月15日にBlythに帰投。12月21日、Blythよりデンマーク西岸機へ向け6度目の哨戒に出発。1940年1月5日、Blythに帰投。2月29日、Blythより7度目の哨戒に出発。Jøssingfjordにいたドイツの補給船「アルトマルク」が出航準備を整えているとの情報により、3月3日に「ユニティ」はそちらへ向かわせられた。「アルトマルク」は3月6日にJøssingfjordを離れた。「ユニティ」は「アルトマルク」が領海外へ出るなら攻撃するよう命じられていたが、「アルトマルク」はそのような行動はとらなかった。3月11日、Blythに帰投。3月24日、Blythより8度目の哨戒に出発。3月25日、「ユニティ」はドイツ軍機に沈められたオランダ漁船「Protinu」の乗組員の乗る救命艇を発見して生存者8名を収容。3月28日にメイ島沖でトローラー「Agate」へ生存者を移した。3月30日、Blythに帰投。
4月2日、Blythより9度目の哨戒に出発。4月5日、「ユニティ」はHeligoland Bighでドイツ潜水艦「U2」に対して魚雷3本を発射したが外れた。4月9日、Ringkøbing沖で船を発見し、3000トンの「Casablanca」と識別された。艦長Brown大尉は、目標は無警告で攻撃できるものではないと判断。彼は状況を悪化させるだけになるだろうことは行いたくはなかったが、監視はすることにした。すると問題の船はエンジンを止め、続いて2発の爆雷が「ユニティ」に近くで爆発した。相手がQシップだと確信したBrownは雷撃を行おうとするも結局行えず、退避した。4月8日に問題の海域で「Casablanca」の姉妹船で潜水艦用の罠に改装されていた「Oldenburg」が哨戒艇「VP403」、「VP408」とともに潜水艦を攻撃しており、日にちの違いが生じている理由は定かではないものの、これが「ユニティ」の遭遇したものであろう。4月17日、Blythに帰投。
4月29日17時30分、「ユニティ」はBlythより出航した。その日の朝にBrownが病気になったため、「L23」艦長であったFrancis Brooks大尉が急遽「ユニティ」に移り、その指揮を執った。濃霧で視界不良の中「ユニティ」は掃海水道を北上したが、そこには南航する船団も入ろうとしていた。何故か「ユニティ」の士官にはその船団の情報が伝わっていなかった。19時7分に船の警笛が聞こえ、「ユニティ」も警笛を返した。Brooksは回避行動をとったが、今度はすぐ近くから別の警笛が聞こえた。Brooksが後進全速を命じた直後にノルウェー貨物船「Atle Jarl」（1173トン）が霧の中から現れ、19時10分に「ユニティ」に衝突。5分足らずで「ユニティ」は沈没した。動いたままであった左舷側の電動機を止めに向かった者と、それについていった者の計2名が艦と共に沈んだ。他は2名を除き、戻ってきた「Atle Jarl」に救助された。